# Vitomirica
Vitomiricë en albanais et Vitomirica en serbe latin (en serbe cyrillique : Витомирица) est une localité du Kosovo située dans la commune/municipalité de Pejë/Peć et dans le district de Pejë/Peć. Selon le recensement kosovar de 2011, elle compte 5 409 habitants.

## Démographie

### Évolution historique de la population dans la localité
| 1948  | 1953  | 1961  | 1971  | 1981  | 1991  | 2011  |
| ----- | ----- | ----- | ----- | ----- | ----- | ----- |
| 1 632 | 1 930 | 2 968 | 4 248 | 5 797 | 6 384 | 5 409 |

|  |

### Répartition de la population par nationalités (2011)
En 2011, les Albanais représentaient 53,69 % de la population et les Bosniaques 37,47 %.